# Fenestraja cubensis
''Fenestraja cubensis es una especie de peces de la familia de los Rajidae en el orden de los Rajiformes.

## Morfología
Las hembras pueden alcanzar 22 cm de longitud total.

## Reproducción
Es ovíparo y las hembras ponen huevos envueltos en una cápsula córnea.

## Hábitat
Es un pez de mar y de aguas profundas. 

## Distribución geográfica
Se encuentra en el Océano Atlántico occidental central: las Bahamas y cayos de Florida.

## Observaciones
Es inofensivo para los humanos. 